# Farah Hamed
Farah Hamed (Tetuan, 9 de juliol de 1981) és una actriu, model i ballarina hispanomarroquí. Filla d'un diplomàtic marroquí, va estudiar a Barcelona i Algesires, on es va establir de joveneta. El seu debut al cinema es va produir el 2005 amb Maria i Assou de Silvia Quer, però assolí fama el 2008 amb Retorno a Hansala, paper pel qual va ser nominada al Goya a la millor actriu revelació, que finalment va guanyar Nerea Camacho. Després d'això, però, la seva presència al cinema ha estat escassa, només petits papers a Els últims dies (2013) o Fe de etarras (2017).
Ha tingut més continuïtat a la televisió. El 2010 va fer un petit paper a Hospital Central i el 2014 a Aída, però ha tingut papers més rellevants a Física o química o Amar es para siempre (2010). El 2018 va assolir un paper secundari recurrent a La víctima número 8 de Telemadrid, i a Élite, de la plataforma Netflix.

## Filmografia
Cinema
- Maria i Assou (2005)
- Retorno a Hansala(2008)
- Els últims dies (2013)
- Fe de etarras (2017)

Televisió
- Física o química (2010)
- Amar es para siempre (2010)
- La víctima número 8 (2018)
- Vis a vis (2018)
- Élite (2018-2020)
- Promesas de arena (2019)
- Madres (2020)
- Desaparecidos (2020)